# Soritesparadoxen

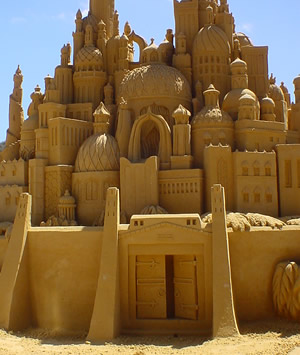
När slutar det att vara en sandhög? Eller är det fortfarande en hög med sand?

Soritesparadoxen är en logisk paradox knuten till kvantitetsbegreppet. Paradoxen uppstår genom tanken om bivalent logik, där endast två sanningsvärden förekommer: P eller icke-P. Kritiker av bivalent logik menar att det inte går att säga att allt är P eller icke-P. I vissa fall råder vaghet – fall där det inte kan finnas någon skarp gräns mellan P och icke-P. Soritesparadoxen är en illustration av detta. 

## Exempel
Paradoxen kan illustreras genom en hög med sandkorn. Tar man bort ett sandkorn kommer det fortfarande vara en hög med sandkorn, eftersom en sandhög knappast kan sluta vara en sandhög om den förlorar ett sandkorn. Om det stämmer, kan man fortsätta ta bort ett sandkorn i taget tills det till slut bara återstår några få sandkorn, och några få sandkorn gör ingen hög. Vi har dock hamnat där genom en process – att ta bort ett sandkorn i taget – som inte förändrar högens status som hög. En hög som har förändrats på detta sätt skulle således fortfarande vara en hög. De få sandkorn som kvarstår är därmed både en hög och inte en hög. Däri ligger paradoxen.

## Lösningar
En lösning skulle kunna vara att helt enkelt sätta upp en gräns för hur stor en grupp sandkorn ska vara innan den får kallas för en hög. Men det verkar fortfarande svårt att tänka sig att denna hög skulle sluta vara en hög bara för att man tar bort ett enda sandkorn. Dessutom skulle varje gräns vara godtycklig: även om vi definierade en hög som "en ansamling av minst 10 000 sandkorn staplade på varandra" skulle vi förmodligen fortfarande använda begreppet "hög" annorlunda. Eftersom man knappast kan sätta sig ned och räkna sandkornen, skulle fortfarande alla ansamlingar av sandkorn kallas för högar oavsett hur många sandkorn som fanns däri. Kanske finns det en tydlig gräns för vad som kan kallas för hög, men man kan kanske aldrig få reda på var den ska dras någonstans.
En annan lösning är att förkasta uppdelningen mellan hög och icke-hög. Så kallad suddig logik använder sig av fler logiska värden än bara P och icke-P. Kanske är inte en viss ansamling sandkorn varken en hög eller icke-hög, utan osäker, dvs. vi vet inte om det är en hög eller inte. Kanske bör vi betrakta varje hög som osäker innan vi har sett på den och konstaterat om det är en hög eller inte. Då kanske vissa anser att det är en hög, medan andra anser att ansamlingen inte förtjänar denna status. Eftersom det till syvende och sist är vi själva som avgör vad vi ska kalla för hög kanske det inte finns något bra sätt att avgöra detta på ett sätt som alla kan hålla med om, om vi har att göra med ett gränsfall. Så soritesparadoxen kanske mer fångar osäkerheten i vårt eget språk än någon logisk motsats mellan vad en hög är och vad som avgör om en hög är en hög.